# アネトール
アネトール (anethole) は芳香族化合物の一種で、アニスやフェンネル、トウシキミが持つ甘草のような特有の味の成分である。trans-アネソール、p-プロペニルアニソール、アニスカンファー、イソエストラゴール、アニシード油とも呼ばれる。甘草の甘みのもととなっているグリチルリチンと化学的に関係はない。IUPAC系統名は trans-1-メトキシ-4-（プロパ-1-エン-1-イル）ベンゼン trans-1-methoxy-4-(prop-1-en-1-yl)benzene である。分子内にエーテル構造を持つ。

## 性質
室温以下では無色の結晶で、融点は23℃、沸点は234–237℃である。分子式は C10H12O と表され、タラゴンやバジルに含まれるエストラゴールの異性体である。1リットルのエタノールには500ミリリットルのアネトールが溶ける。水には不溶である。アネソールは砂糖のおよそ13倍ほどの強い甘みを持つ。高濃度であっても不快感をあたえないとされる。

## 用途
石鹸や口腔洗浄剤などに味や香りをつけるのに用いられる。また、ペルノー、アニゼット、ウーゾなどのリキュールに香料として添加される。

## 生理学
アネソールは咳止め（去痰薬）として作用する。弱い抗菌剤としても働く。弱い毒性を持ち、大量に摂取すると有害な作用をもたらすこともあるとされる。ラットを用いた実験では、肝臓の再生能力を活性化させ、高用量では鎮痙薬としても働くと報告されている。

## 合成
アネソールは、パラメトキシアンフェタミン (p-methoxyamphetamine, PMA) の前駆体である。PMAはエクスタシー錠剤として売られることがあり、しばしば死亡事故の原因となっている。